# 克拉托瓦霍夫特瓦河

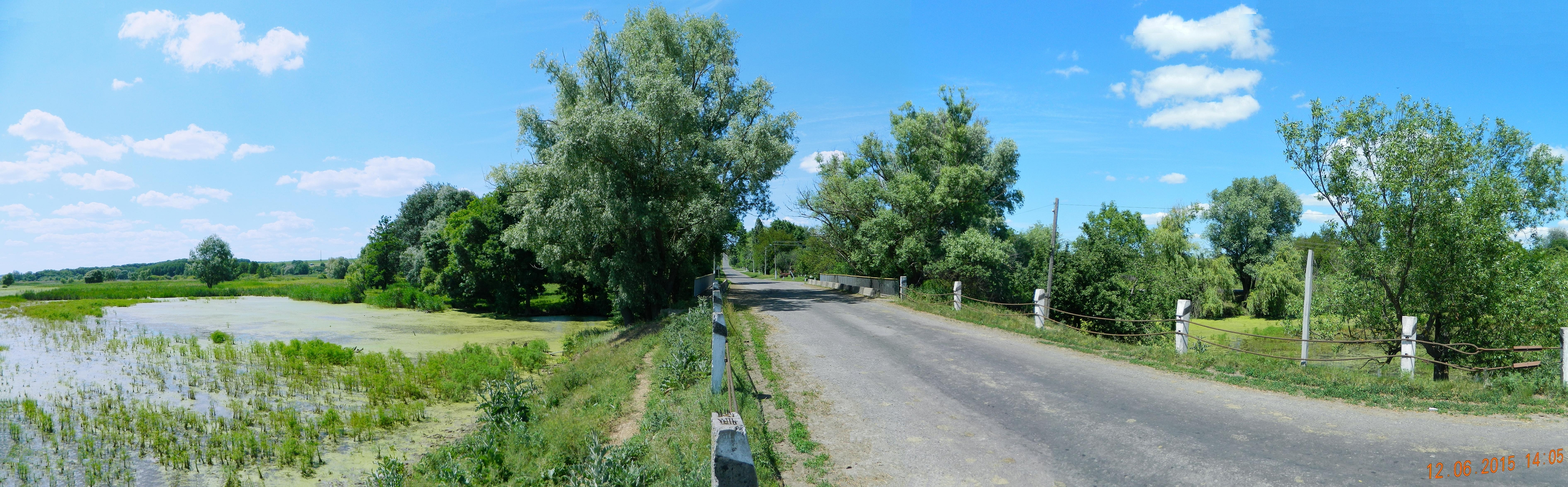

克拉托瓦霍夫特瓦河（羅馬化：Kratova Hovtva）是烏克蘭中部的河流，屬於維利霍瓦戈夫特瓦河的支流。該河發源自奧皮什尼亞西南面，流經波爾塔瓦州的波爾塔瓦區，河口處在克拉托瓦霍夫特瓦西南面，河道全長15公里。